# Mesmerizer
«Mesmerizer» (яп. メズマライザー мэдзумараидза, с англ. — «гипнотизёр») — песня дуэта японских виртуальных певиц — вокалоида Мику Хацунэ и синта (ранее утаулоида) Тето Касанэ в жанре J-pop и хэппи-хардкора, созданная музыкальным продюсером 32ki (Сацуки) и вышедшая в апреле 2024 года. Анимационный видеоклип, созданный японским аниматором channelcastation, был размещён на японском видеохостинге Nico Nico Douga, а позже и на YouTube, после чего обрёл популярность и стал вирусным, породив кавер-версии от различных поклонников и на разных языках и пародийные анимации и набрав более 100 миллионов просмотров на YouTube.

## Выпуск и композиция
Видеоклип на песню был загружен 27 апреля 2024 года продюсером 32ki на YouTube и Nico Nico Douga, став первой песней в альбоме Circus’s Detail. Она характеризуется быстрым и энергичным темпом, наличием тем эскапизма и гипноза. Темп песни составляет 185 BPM, что подтверждается в тексте.
Автор клипа, channelcastation, также известен как создатель коротких анимаций для песен Мику Хацунэ «Anamanaguchi» и «Rabbit Hole», которые обрели популярность в TikTok. Сама песня стала доступна для прослушивания 17 мая 2024 года.

## Клип
В клипе представлен дуэт Мику Хацунэ и Тето Касанэ, первая из которых одета как официантка американских дайнеров времён 90-х, а вторая — как посыльный в отелях. Обе танцуют под энергичную музыку и обсуждают проблемы избегания реальности, но по мере развития клипа Тето неоднократно посылает сигналы бедствия: призыв о помощи на американском жестовом языке, международный сигнал о помощи и посылание «SOS» на азбуке Морзе путём моргания; в викторине («QUIZ TIME!») с угадыванием слов по картинке на все четыре вопроса даются ответы, первые буквы которых составляют слово «HELP»; также четвёртые буквы второго, третьего и четвёртого ответов образуют сигнал «SOS».
В середине видео Мику теряет контроль над собой, в то время как Тето на протяжении несколько дней сопротивлялась гипнозу, вследствие чего у обеих затемняются глаза. Первоначально Мику продолжает свои танцы, несмотря на свои запутанные и медленные движения, но в конечном итоге Мику окончательно срывается и начинает хаотично танцевать, при этом изменившись внешне: у неё появляются острые зубы, чёрные зрачки и высунутый язык, а субтитры сменяются на крякозябры (модзибакэ). Тето, невзирая на шок, продолжает танцевать в унисон с Мику. В конце начинают запускаться конфетти, сама Тето приобретает смирившуюся эмоцию и под самый конец открывает почерневшие глаза, после чего видео переключается на тёмный фон, а музыка подходит к концу, символизируя о том, что обе девочки были гипнотизированы.

## Популярность
В первые дни с момента релиза клип на «Mesmerizer» набрал миллион просмотров на YouTube; в течение двух недель это число возросло до 10 миллионов.
30 июня 2024 года видео набрало 1 миллион лайков, а в ноябре оно набрало 100 миллионов просмотров, став самой популярной песней, исполненной вокалоидом и уталоидом.
2 октября 2024 года песня была добавлена в музыкальную игру Hatsune Miku: Colorful Stage!
На основе анимации была выпущена фанатская одноимённая игра в стиле Undertale, где Тето Касанэ в качестве героя должна привести в чувство Мику Хацунэ.

## Чарты
| Чарт                            | Позиция |
| ------------------------------- | ------- |
| Япония (Bilboard Japan Hot 100) | 65      |
| Мир (Bilboard Japan Hot 100)    | 13      |